# Энтропия Вселенной
| Величина                                                     | Формула расчета                                    | Значение                                               |
| ------------------------------------------------------------ | -------------------------------------------------- | ------------------------------------------------------ |
| Полная энтропия видимой части {\displaystyle S}              | {\displaystyle {\frac {4\pi }{3}}s_{\gamma }L^{3}} | {\displaystyle \sim 10^{90}k}                          |
| Удельная энтропия фотонного газа {\displaystyle s_{\gamma }} | {\displaystyle {\frac {8\pi ^{2}}{90}}T_{0}^{3}}   | {\displaystyle \approx 1{,}49\cdot 10^{3}\cdot k} см−3 |

Энтропи́я Вселе́нной — величина, характеризующая степень неупорядоченности и тепловое состояние Вселенной.
Классическое определение энтропии и способ её вычисления не подходят для Вселенной, так как в ней действуют силы гравитации, и вещество само по себе не образует замкнутой системы. Однако можно доказать, что в сопутствующем объёме полная энтропия сохраняется.
В сравнительно медленно расширяющейся Вселенной энтропия в сопутствующем объёме сохраняется, а по порядку величины энтропия равна числу фотонов.

## Текущее значение энтропии
Хотя ко Вселенной как целому нельзя применить понятие энтропии, это может быть сделано для ряда подсистем вселенной, допускающих термодинамическое и статистическое описание (например, к взаимодействующим подсистемам всех компактных объектов, теплового реликтового электромагнитного излучения, реликтовых нейтрино и гравитонов). Энтропия компактных объектов (звёзд, планет и т. д.) ничтожно мала по сравнению с энтропией реликтовых безмассовых (и почти безмассовых) частиц — фотонов, нейтрино, гравитонов. Плотность энтропии реликтовых фотонов, образующих равновесное тепловое излучение с современной температурой T = 2,726 К, равна 
{\displaystyle s_{\gamma }={\frac {16\sigma }{3c}}T^{3}=1{,}49\cdot 10^{3}k} см−3 ≈ 2,06 · 10−13 эрг · К−1 · см−3,
где σ — постоянная Стефана — Больцмана, 
c — скорость света,
k — постоянная Больцмана.
Плотность числа фотонов теплового излучения пропорциональна плотности его энтропии:
{\displaystyle n_{\gamma }=s_{\gamma }/(3{,}602\,k).}
Каждый из сортов безмассовых (или лёгких, с массой много меньше 1 МэВ) нейтрино вносит в космологическую плотность энтропии вклад {\displaystyle s_{\nu }={\frac {7}{22}}s_{\gamma },} поскольку в стандартной космологической модели они отцепляются от вещества раньше фотонов, и их температура ниже: {\displaystyle T_{\nu }=\left({\frac {4}{11}}\right)^{1/3}T_{\gamma }.} Можно показать также, что тепловые реликтовые гравитоны, отцепляющиеся от вещества намного раньше нейтрино, вносят в энтропию вклад, не превосходящий {\displaystyle s_{\gamma }.}
Таким образом (если считать, что за рамками Стандартной Модели нет большого числа разновидностей неизвестных нам лёгких стабильных частиц, которые могут рождаться в ранней Вселенной и практически не взаимодействуют с веществом при низких энергиях), следует ожидать, что плотность энтропии Вселенной не более чем в несколько раз превосходит {\displaystyle s_{\gamma }.} Поскольку крупномасштабное гравитационное поле весьма упорядоченно (Вселенная на больших масштабах однородна и изотропна), естественно считать, что с этим компонентом не связана никакая существенная разупорядоченность, которая могла бы внести значительный вклад в общую энтропию. Отсюда полную энтропию наблюдаемой Вселенной можно оценить как произведение её объёма V на {\displaystyle s_{\gamma }:}
{\displaystyle S\approx Vs_{\gamma }\approx {\frac {4\pi }{3}}L^{3}s_{\gamma }\sim 10^{90}k,}
где L ≈ 46 млрд световых лет ≈ 4,4·1028 см — расстояние до современного космологического горизонта (радиус наблюдаемой Вселенной) в общепринятой космологической модели ΛCDM. Для сравнения, энтропия чёрной дыры с массой, равной массе наблюдаемой Вселенной, составляет ~10124 k — на 34 порядка больше; это показывает, что Вселенная является существенно упорядоченным, низкоэнтропийным объектом, и предположительно является причиной существования термодинамической стрелы времени.
Удельную энтропию Вселенной часто нормируют на плотность барионов nb. Безразмерная удельная энтропия реликтового излучения {\displaystyle S_{\gamma }={\frac {s_{\gamma }}{n_{b}k}}\sim 10^{9}.}

## Закон сохранения энтропии во Вселенной
В современной Вселенной, начиная по крайней мере с момента 1 с после начала расширения, энтропия в сопутствующем объёме нарастает очень медленно (процесс расширения практически адиабатичен). Это положение можно выразить как (приближённый) закон сохранения энтропии во Вселенной. Важно осознавать, что он не имеет настолько фундаментального статуса, как законы сохранения энергии, импульса, заряда и т.п., и является лишь хорошим приближением для некоторых (но не всех) этапов развития Вселенной (в частности, для современной Вселенной).
В общем случае, приращение внутренней энергии имеет вид:
{\displaystyle dE=TdS-pdV+\sum \limits _{i}\mu _{i}dN_{i}.}
Учтем, что химические потенциалы μi частиц и античастиц равны по значению и противоположны по знаку:[уточнить]
{\displaystyle dE=TdS-pdV+\sum \limits _{i}\mu _{i}(dN_{i}-d{\overline {N}}_{i}).}
Если считать расширение равновесным процессом, то последнее выражение можно применить к сопутствующему объёму ({\displaystyle V\propto a^{3}}, где {\displaystyle a} — «радиус» Вселенной). Однако в сопутствующем объёме разница частиц и античастиц сохраняется. Учитывая этот факт, имеем:
{\displaystyle TdS=(p+\rho )dV+Vd\rho .}
Но причиной изменения объёма является расширение. Если теперь, учитывая это обстоятельство, продифференцировать по времени последнее выражение, получаем:
{\displaystyle T{\frac {dS}{dt}}=a^{3}\left[3{\frac {\dot {a}}{a}}(p+\rho )+{\dot {\rho }}\right].}
Теперь, если заменить {\displaystyle {\frac {\dot {a}}{a}}} на постоянную Хаббла и подставить уравнение неразрывности, входящее в систему уравнений Фридмана, в правой части получаем нуль:
{\displaystyle T{\frac {dS}{dt}}=0.}
Последнее означает, что энтропия в сопутствующем объёме сохраняется (поскольку температура не равна нулю).